# Disney Channel (India)
Disney Channel es un canal de televisión por cable de origen indio, versión local del canal estadounidense Disney Channel dirigido al público de India. Es operado por Disney Channels Worldwide y propiedad de The Walt Disney Company a través de su división empresarial india. Inició sus transmisiones en India en 2004 y está disponible en televisión por cable y satélite. Sus oficinas centrales están en Bombay, India.

## Historia
Inició sus transmisiones el 18 de abril de 2004. Es el canal con más audiencia infantil entre 11 y 16 años del país.

## Programación
Por un tiempo, Disney Channel India emitió solo adaptaciones locales de sitcom creadas por Disney Channel en Estados Unidos y programas locales creados por el canal, dejando fuera series exitosas como: Wizards of Waverly Place, Hanna Montana, The Suite Life of Zack & Cody, Sunny entre Estrellas, entre otras.
Los únicos programas estadounidenses que formaron parte de la programación regular fueron: Phineas y Ferb, Gravity Falls y La casa de Mickey Mouse. Las demás series animadas infantiles se emiten por el canal hermano Disney Junior India.

## Películas
Disney Channel India transmite películas de Disney, ya sean películas producidas por Walt Disney Pictures o Disney Channel Original Movies. A partir de mediados de 2007 el formato fue cambiado a dos programas diferentes; Disney Channel Movie que transmite películas de Walt Disney Pictures y relacionadas y Disney Channel Original Movie, que transmite las Películas Originales de Disney Channel.

## Crítica y controversia
Disney Channel en la India ha sido criticado por la poca o nula variedad de su programación, al emitir repetida y continuamente la serie animada japonesa Doraemon, la cual se transmite en bucle durante horas sin parar, pese a no ser un producto propio de Disney. Las series animadas originales se emiten sólo a altas horas de la noche, en contados días de la semana, y muy pocas se muestran a lo largo del día, pero por un tiempo muy corto. Para el año 2023, el canal ya no transmite programación propia, limitándose a transmitir la serie Doraemon en al menos tres bloques horarios de tres horas cada uno, siendo rellenado el espacio con programas licenciados a otras compañías, tanto indias como japonesas.
El canal era transmitido en algunos países vecinos en el subcontinente indio, pero el mismo empezó a ser prohibido por varias razones. El Gobierno de Bangladés prohibió en febrero de 2013 las señales indias de Disney Channel y Disney XD, que se exhibían a través de satélite, ya que la serie Doraemon era constantemente transmitida con doblaje al idioma hindi, lo que preocupó a las autoridades bangladesíes, al privar a los niños de aprender su idioma nacional, el bengalí, el cual no estaba disponible en la pista de audio de la señal de Disney Channel ni en ese idioma ni en inglés. El programa se emitió por primera vez en el canal hermano Hungama TV, sin un doblaje al inglés, por lo que Disney Channel retransmitió la serie solo con doblaje hindi en la señal internacional, e incluso este podía oírse cuando se cambiaba el idioma a inglés, en la opción SAP.
En Bután, donde también el canal era recibido vía satélite, fue eliminado de las cableoperadoras debido a que la mayor parte de su programación se emitía con doblaje al hindi y no en inglés, no ajustándose a la ley local, que exige que los canales de procedencia internacional transmitan en inglés. Una situación similar ocurrió en Sri Lanka, donde Disney Channel y Disney XD fueron retirados en septiembre de 2018 de la cableoperadora PEO TV, que era el único proveedor cingalés donde estos dos canales se transmitían, esto probablemente debido a que la mayoría de la programación está en hindi, y el canal en su señal internacional no contaba con la opción de idioma tamil, que si está disponible en India.
Fuera de los países que emitieron Disney Channel India, un legislador de Pakistán exigió la prohibición de la serie Doraemon, y otras similares del catálogo del canal, por temor a que pudieran tener un impacto negativo en los niños. El Consejo de Reclamos de Contenido de Radiodifusión del Indian Broadcasting Foundation, encargado de la regulación de contenidos televisivos en India, manifestó preocupaciones similares.